# Arisarum vulgare
Arisarum vulgare là một loài thực vật có hoa trong họ Ráy (Araceae). Loài này được O.Targ.Tozz. mô tả khoa học đầu tiên năm 1810.

## Hình ảnh

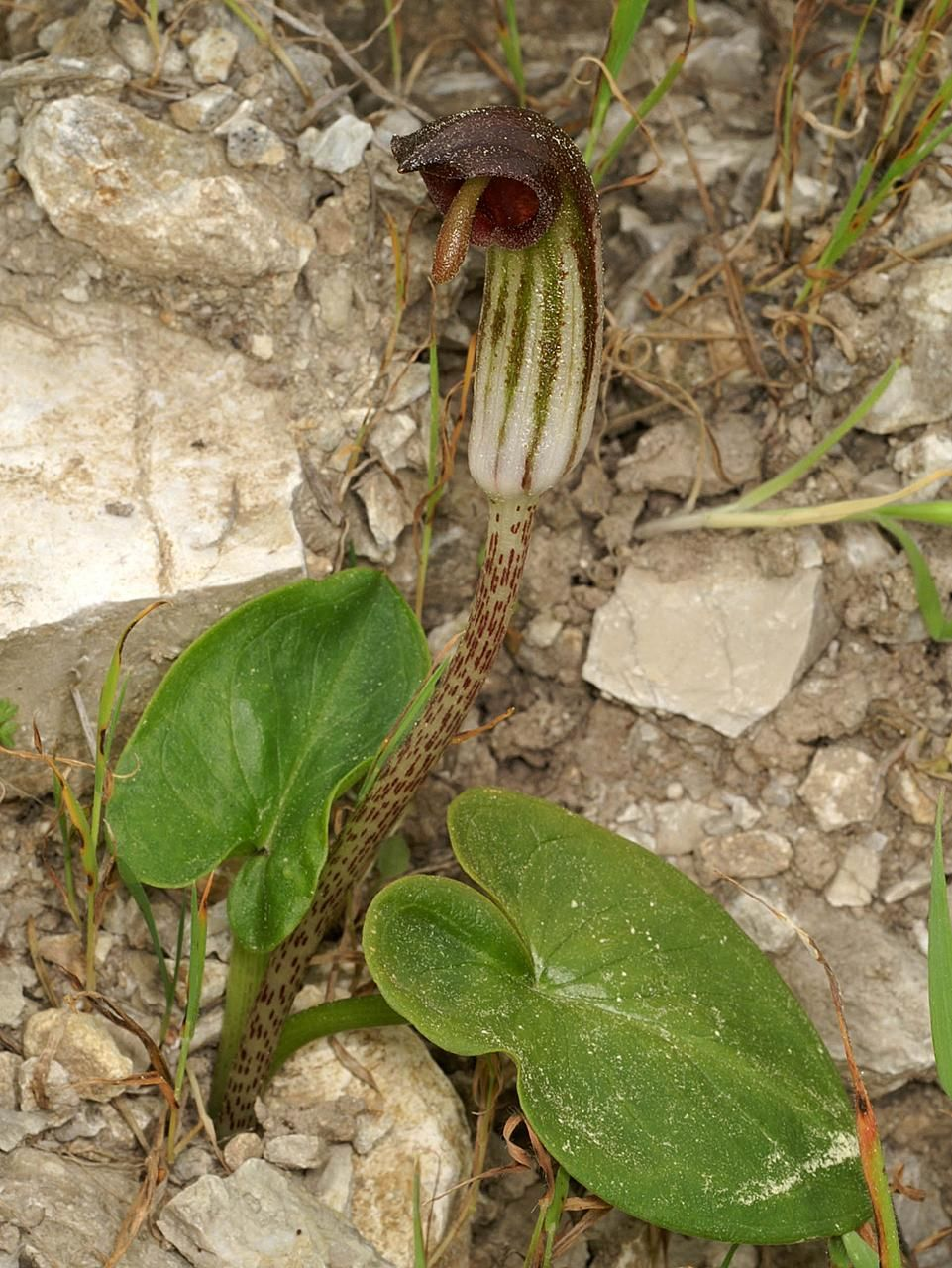
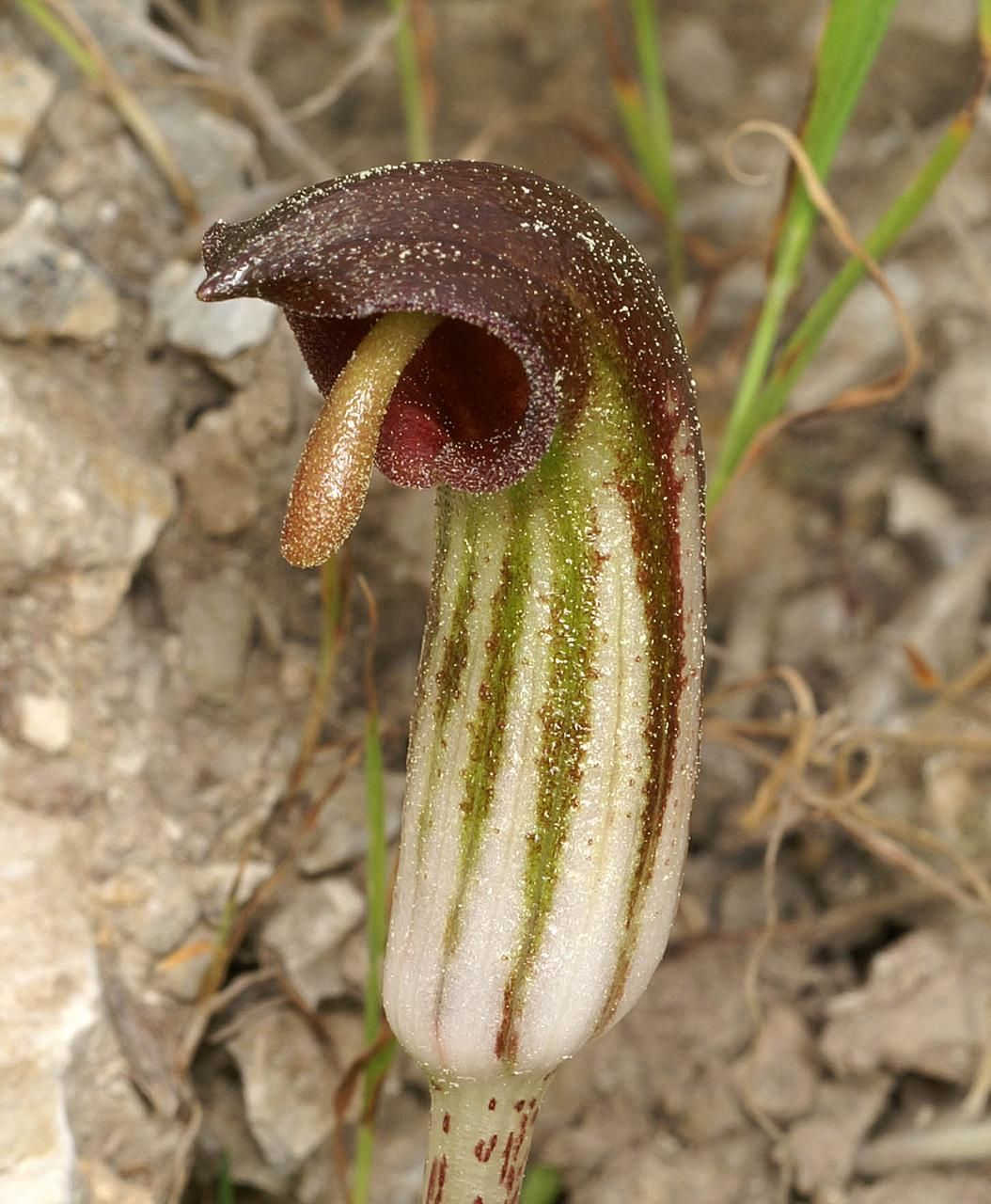
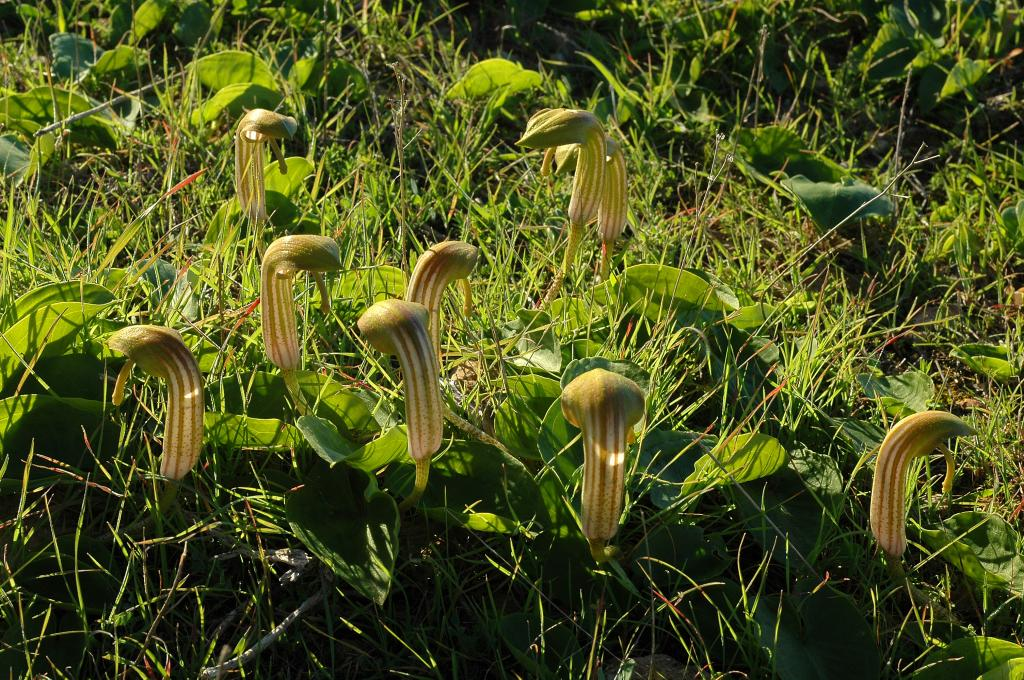
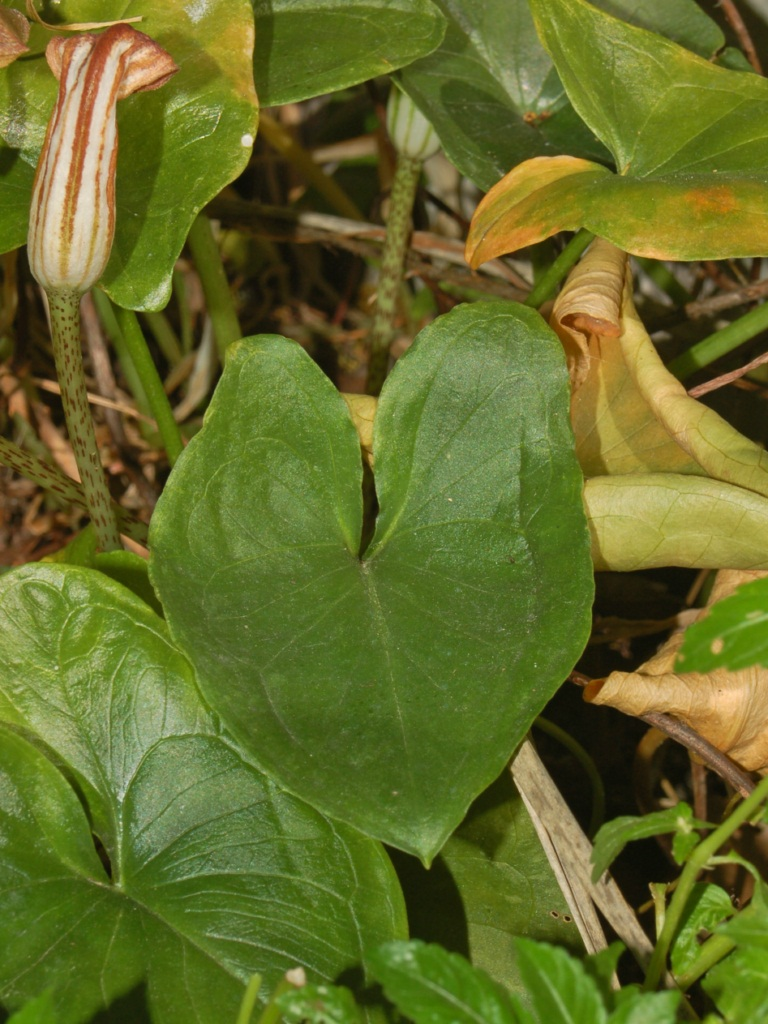